# Massimo Mattioli
Massimo Mattioli, född 25 september 1943 i Rom, Italien, död 23 augusti 2019 i Rom, var en italiensk serieskapare. Han har bland annat skapat Squeak the Mouse som handlar om musen Squeak och en katt som misshandlar och mördar varandra. Serien företer ett släktskap med Tom och Jerry eller den i TV-serien Simpsons förekommande Itchy och Scratchy, men Squeak the Mouse framstår som mer våldsam, mer blodig och mer pornografisk.